# Iniettore splitless
In gascromatografia un iniettore splitless è un tipo di iniettore, cioè la parte del gascromatografo deputata all'introduzione del campione nella colonna capillare.
L'iniettore splitless (dall'inglese split-less: senza divisione) è un tipo di iniettore che consente l'introduzione dell'intero volume di campione iniettato in colonna.
L'iniettore splitless si usa tipicamente per le analisi in tracce.
L'iniettore è mantenuto più generalmente ad una temperatura maggiore della colonna, la cui temperatura iniziale è al di sotto del punto di ebollizione del solvente.
In questo modo il solvente e i composti più altobollenti ricondensano in testa alla colonna formando uno strato liquido nel quale vengono ritenuti anche i componenti più volatili, "rifocalizzando" il campione. 